# Cristal·loquímica
La cristal·loquímica és una branca de la cristal·lografia que estudia la composició de la matèria cristal·lina i la seva relació amb la fórmula cristalográfica. Inclou l'estudi dels enllaços químics, la morfologia i la formació d'estructures cristal·lines, d'acord amb les característiques de cada àtom, ió o molècula que les componen, així com el seu tipus d'enllaç.